# Beauty and the Geek

Beauty and the Geek (ou La beauté et le génie en français) est une émission de télévision américaine diffusée sur le réseau The WB puis sur The CW entre 2005 et 2008.
Elle a aussi été diffusée en France sur TF6, NRJ 12, MCM et AB1. 
Quatorze candidats dont sept belles filles et sept geeks. Aux U.S.A l'émission est présentée par Mike Richards et produite par l'acteur Ashton Kutcher, et en France par Karine Lima sur NRJ 12.

## Principe de l'émission
Le principe consiste à mélanger les beautés et les génies pour former un couple dans le but de gagner de l'argent : 100 000 dollars.
L'émission a débuté le 1er juin 2005 sur The WB et s'est terminée le 13 mai 2008 sur The CW. 
Il y a eu cinq saisons et peu de retournements de situation.
En cas d'égalité, les beautés et les génies doivent répondre à des questions de culture générale.